# 合金弹头X
合金弹头X：超级战车001（Metal Slug X: Super Vehicle 001）是合金弹头系列的第三部街机作品，SNK於1999年在MVS基板上推出，为合金弹头2的加强/重制版。

## 与二代的不同之处
- 游戏的音乐进行了些许混音，与二代有少许不同。
- 所有背景语音都经过了重新录制。
- 角色吃大量食物变胖不再仅仅局限于第四关，而是从第三关开始每关均可以变胖。
- 雷射槍L也不在僅僅局限於第五、六關，而是從第二關開始每關就能拿到雷射槍L。
- 虽然背景全部来源与二代，但色调都进行了修改，有的场景的时间段也被改变，如第一关由正午变为凌晨（甚至可在背景中看到几个火星人小飞碟出没）。
- 关卡的所有敌人、物件等全部作了修改，除了BOSS外与二代完全不同。（第一关的BOSS是第一代第五关那個，而二代第一关的BOSS改在第三关中途出現，不同是的阿拉伯士兵都換上坦克）
- 由于本作使用了GIGA POWER的强化MVS基板，二代中有大量敌人出现时发生的拖慢现象得到改善。
- 在本作第一关，吃到道具后蹦出的BOMB等字体有所不同，但后面关卡则恢复之前的字体。
- 本作首次实现了一个关卡同时出现两个载具。（特指正常游玩的情况下。事实上早在一代即可通过慢慢拖屏幕、在游戏即将出现载具的地方步行带出的方式实现多载具作战；而在本代用同样的方法甚至可以实现三架slugnoid对战下水道潜艇boss的情况。）

## 游戏流程
游戏劇情音樂背景均与2代相同，敌人大部份重新设置，算2代的改版。

## 外部連結
- 越南大戰系列官方網站（页面存档备份，存于）